# Gone Nutty
Gone Nutty, conosciuto anche coi titoli Un'altra avventura di Scrat, Scrat matto per la ghianda, Gone Nutty - Un'altra avventura di Scrat, è un cortometraggio del 2002 diretto da Carlos Saldanha e prodotto dalla Blue Sky Studios. Il corto ha come protagonista lo scoiattolo Scrat del film d'animazione L'era glaciale e si svolge dopo gli eventi del film. 
Il cortometraggio è stato originariamente pubblicato come extra nelle versioni VHS e DVD de L'era glaciale, e poi distribuito nelle sale con Garfield - Il film (e anche nella sua versione DVD).
È stato candidato ai Premi Oscar 2004 come miglior cortometraggio animato.

## Trama
Dopo gli eventi del  primo film Scrat sta cercando ancora una volta un posto per sotterrare la sua ghianda; si dirige nel tronco cavo di un albero, dove c'è già un notevole numero di ghiande incastrate fra loro, eccetto per un piccolo spazio al centro. Lo scoiattolo tenta quindi di metterla proprio lì, ma senza successo. Si mette a calpestare la ghianda con furia cercando di incastrarla, ma le ghiande scendono giù dall'albero, trascinando Scrat con loro in un burrone. Mentre precipita, sulle note del valzer della Bella addormentata di Čajkovskij, lo scoiattolo comincia a raccogliere tutte le ghiande che erano cadute giù con lui, fino a crearne una gigantesca palla. Nel farlo però non si accorge di aver quasi toccato il suolo e si schianta a terra.
Scrat si ritrova incastrato in un buco nel ghiaccio e si accorge che una ghianda si sta per schiantare sulla sua faccia, veloce come un meteorite. L'impatto causa la deriva dei continenti, isolandolo su un iceberg. La ghianda, ancora intera ma carbonizzata, si disintegra completamente tranne il guscio, che Scrat usa tristemente come cappello.